# Ореше
Ореше (болг. Ореше) — село в Благоевградской области Болгарии. Входит в состав общины Гырмен. Находится примерно в 7 км к востоку от центра села Гырмен и примерно в 79 км к юго-востоку от центра города Благоевград. По данным переписи населения 2011 года, в селе  проживало 198 человек.

## Население
| Год     | 1934 | 1946 | 1956 | 1965 | 1975 | 1985 | 1992 | 2001 | 2011 |
| ------- | ---- | ---- | ---- | ---- | ---- | ---- | ---- | ---- | ---- |
| Жителей | 301  | 320  | 346  | 392  | 443  | 519  | 434  | 381  | 198  |

| Национальность  | Человек | Процент |
| --------------- | ------- | ------- |
| болгары         | 56      | 40,29%  |
| турки           | 23      | 16,55%  |
| цыгане          | 0       | 0%      |
| другие          | 48      | 34,53%  |
| не определились | 12      | 8,63%   |
| Всего ответов   | 139     |         |

|  |